# Isomyia aurifacies
Isomyia aurifacies är en tvåvingeart som beskrevs av James 1970. Isomyia aurifacies ingår i släktet Isomyia och familjen Rhiniidae. Inga underarter finns listade i Catalogue of Life.